# Kuna Kata
Kuna Kata (Kecskemét, 1991. június 21. –) magyar színésznő.

## Életpályája
A Nemes Nagy Ágnes Művészeti Szakközépiskolában tanult. 2013-tól szerepelt a Karinthy Színház előadásaiban. 2019 szeptemberétől a Spirita Társulat tagja.

### Magánélete
Édesapja Kuna Lajos rézfúvós zenetanár, karmester. Féltestvérei: Valéria, Márton, Gyula és Bence.

## Filmes és televíziós és színházi szerepei
- Boszorkányház (2017–2020) ...Nina
- Mintaapák (2019–2021) ...Hoffmann Emma
- Családi Titkok 173. epizód (2013)
- Jóban Rosszban (2608. Rész)

## Színházi szerepei
- Mi kis városuk-Rebacca Gibs
- Fülke-Kelly/Pamela
- Róza-Zsófi
- Szent Péter esernyője-Bélyi Veronka (A Glogovai pap huga)
- Zsuzsika hangja-Zsuzsika művésznő
- Tanár úr kérem-Lány